# Грудина
Груди́на, или грудна́я кость (лат. sternum, от др.-греч. στέρνον — «грудина», «грудь») — элемент скелета многих наземных позвоночных. Даёт опору плечевому поясу. У земноводных и рептилий грудина обычно хрящевая, у птиц костная. У летающих и некоторых роющих животных имеет срединный выступ для прикрепления грудных мышц — киль.
Грудина человека — продолговатая плоская кость в середине груди. Соединяется с рёбрами при помощи хрящей, формируя вместе с ними грудную клетку, вмещающую и защищающую от внешнего воздействия лёгкие, сердце и важнейшие кровеносные сосуды.
При проведении хирургических операций (медианной стернотомии) на сердце грудина иногда разделяется пополам для доступа к органу.

## Обзор
Грудина человека — продолговатая уплощённая кость, формирующая центральную часть передней стенки грудной клетки. Её верхний конец поддерживает ключицы, а края соединяются хрящами с первыми семью па́рами рёбер. Верхняя часть грудины также соединяется с грудино-ключично-сосцевидной мышцей. Грудина состоит из трёх частей (сверху вниз):
- Рукоятка грудины (лат. manubrium sterni);
- Тело грудины (лат. corpus sterni);
- Мечевидный отросток грудины (лат. processus xiphoideus).

В обычном состоянии грудина наклонена сверху, книзу и внутрь. Она слегка выпукла спереди и вогнута сзади, широкая сверху, сужается к месту соединения рукоятки с телом грудины, после чего снова слегка расширяется примерно до середины тела, а затем сужается до самого низа. Средняя длина грудины взрослого человека составляет около 17 сантиметров; у мужчины она длиннее, чем у женщины.
В начальный период жизни грудина делится на три сегмента, называемые по-латыни sternebræ (ед. число: sternebra).

## Структура
Грудина человека — длинная губчатая кость, то есть она составлена из губчатого вещества кости, покрытого тонким слоем компактного (иначе, плотного) вещества. Самая толстая часть компактного костного вещества находится в манубриуме, между ключичными хрящами.

## Сочленения
С обеих сторон грудина сочленяется с ключицами и первыми семью парами рёбер.

## Перелом грудины
Перелом грудины — сравнительно редкое явление. Подобный перелом может вызываться в основном травмой, например во время автомобильной аварии, когда грудь водителя налетает на руль при лобовом столкновении. Перелом грудины обычно бывает оскольчатым, то есть когда кость раздробляется на несколько частей. Лучше всего такой перелом наблюдается под углом грудины. Некоторые исследования показывают, что частые повторяемые удары, нанесённые в область грудины, избиения также могут вызвать её перелом. Перелом грудины часто сопровождается повреждениями внутренних тканей, такими как ушиб или травма лёгкого.

## Изображения

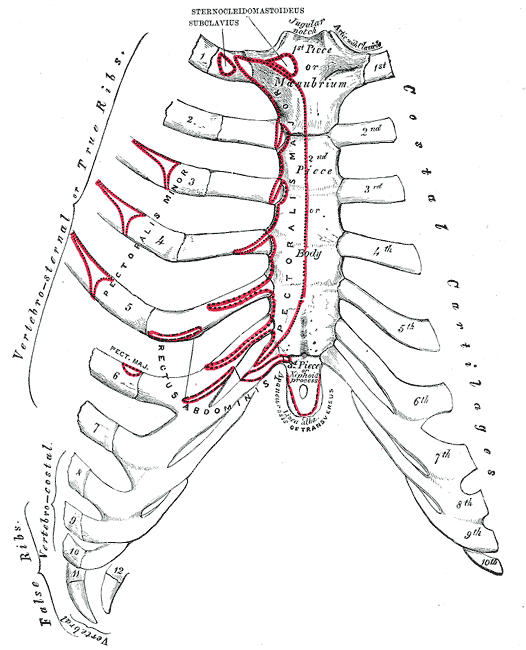
Передняя поверхность грудины и рёбер.